# Isaac Bonga
Isaac Evolue Etue Bofenda Bonga, född 8 november 1999, är en tysk basketspelare som spelar för tyska Bayern München. Han har tidigare spelat för Skyliners Frankfurt, Los Angeles Lakers, Washington Wizards och Toronto Raptors.

## Karriär

### Skyliners Frankfurt (2016–2018)
I juni 2016 skrev Bonga på ett fyraårskontrakt med Skyliners Frankfurt i Basketball-Bundesliga.

### Los Angeles Lakers (2018–2019)
Den 21 juni 2018 valdes Bonga som totalt 39:e spelare i NBA:s draft 2018 av Philadelphia 76ers. Den 6 juli byttes han till Los Angeles Lakers och skrev samma dag på sitt första kontrakt. Den 22 oktober flyttades Bonga till deras NBA G League-lag South Bay Lakers efter att dessförinnan endast spelat i försäsongsmatcher med Los Angeles Lakers. I sin G League-debut den 3 november gjorde Bonga 27 poäng i en 108–106-förlust mot Stockton Kings.
Bonga gjorde sin NBA-debut den 7 december 2018 då han spelade en minut och sju sekunder mot San Antonio Spurs. Den 20 december 2018 skickades Bonga tillbaka till G League. Bonga fick speltid i totalt 22 matcher under sin rookiesäsong i NBA och snittade 0,9 poäng samt 1,1 returer. I G League spelade han 31 matcher och snittade 11,9 poäng.

### Washington Wizards (2019–2021)
Den 5 juli 2019 byttes Bonga till Washington Wizards. Under sin första säsong i Wizards snittade han 5 poäng, 3,4 returer och 1,2 assister per match. Under sin andra säsong snittade Bonga 2 poäng, 1,7 returer och 0,6 assist per match.

### Toronto Raptors (2021–2022)
Den 12 augusti 2021 skrev Bonga på för Toronto Raptors som free agent.

### Bayern München (2022–)
Den 19 augusti 2022 skrev Bonga på ett tvåårskontrakt med tyska Bayern München.

## Klubbar
- Skyliners Frankfurt (2016–2018)
- Los Angeles Lakers (2018–2019)
- Washington Wizards (2019–2021)
- Toronto Raptors (2021–2022)
- Bayern München (2022–)